# Aizoon schellenbergii
Aizoon schellenbergii är en isörtsväxtart som beskrevs av Robert Stephen Adamson. Aizoon schellenbergii ingår i släktet Aizoon och familjen isörtsväxter. Inga underarter finns listade i Catalogue of Life.